# Kaga, Ishikawa

Kaga (加賀市 Kaga-shi?) este un municipiu din Japonia, prefectura Ishikawa.